# Melbourne Summer Set
Il Melbourne Summer Set è stato un torneo professionistico di tennis che si è giocato all'aperto sul cemento di Melbourne Park di Melbourne in Australia in preparazione agli Australian Open. La prime due e uniche edizioni femminili del torneo si sono svolte contemporaneamente dal 3 al 9 gennaio 2022, la prima era di categoria ATP 250 maschile e di categoria WTA 250 femminile,  la seconda di categoria WTA 250 riservata alle sole donne.

## Albo d'oro

### Singolare maschile
| Anno | Campione     | Finalista     | Punteggio   |
| ---- | ------------ | ------------- | ----------- |
| 2022 | Rafael Nadal | Maxime Cressy | 7–6(6), 6–3 |

### Doppio maschile
| Anno | Campioni                    | Finalisti                                 | Punteggio |
| ---- | --------------------------- | ----------------------------------------- | --------- |
| 2022 | Wesley Koolhof Neal Skupski | Oleksandr Nedovjesov Aisam-ul-Haq Qureshi | 6–4, 6–4  |

### Singolare femminile
| Anno    | Categoria | Campionessa      | Finalista            | Punteggio     |
| ------- | --------- | ---------------- | -------------------- | ------------- |
| 2022 I  | WTA 250   | Simona Halep     | Veronika Kudermetova | 6–2, 6–3      |
| 2022 II | WTA 250   | Amanda Anisimova | Aljaksandra Sasnovič | 7–5, 1–6, 6–4 |

### Doppio femminile
| Anno    | Categoria | Campionessa                      | Finalista                      | Punteggio     |
| ------- | --------- | -------------------------------- | ------------------------------ | ------------- |
| 2022 I  | WTA 250   | Asia Muhammad Jessica Pegula     | Sara Errani Jasmine Paolini    | 6–3, 6–1      |
| 2022 II | WTA 250   | Bernarda Pera Kateřina Siniaková | Tereza Martincová Mayar Sherif | 7–5, 1–6, 6–4 |